# Sopa de bacalhau dos campinos
A sopa de bacalhau dos campinos é um prato típico da portuguesa, de Azambuja, no Ribatejo.
Este prato dispensa o arroz ou a massa e usa o tomate e a batata. Surgiu possivelmente no século XIX, entre os campinos de Azambuja, vila no Distrito de Lisboa, na região do Ribatejo, com cerca de 6 300 habitantes. Para além do bacalhau, cebola, tomate e batata, são usados o alho, pão de trigo caseiro cortado em fatias pequenas, azeite e pimenta.